# Carbocisteine
Carbocisteine, còn được gọi là carbocysteine, là một chất làm tiêu nhầy làm giảm độ nhớt của đờm và do đó có thể được sử dụng để làm giảm các triệu chứng rối loạn phổi tắc nghẽn mãn tính (COPD) và giãn phế quản bằng cách cho phép người bệnh dễ dàng đưa ra đờm. Carbocisteine không nên được sử dụng với thuốc chống ho (thuốc giảm ho) hoặc thuốc làm khô dịch tiết phế quản.
Nó được mô tả lần đầu tiên vào năm 1951 và được đưa vào sử dụng y tế vào năm 1960. Carbocisteine được sản xuất bằng cách kiềm hóa cystein bằng axit chloroacetic.